# Státní okresní archiv Klatovy
Státní okresní archiv Klatovy, zkráceně SOkA Klatovy, je okresní archiv spadající pod Státní oblastní archiv v Plzni. Sídlí v Klatovech a zajišťuje archivářskou činnost pro Klatovy, Horažďovice a Sušici. Roku 1954 byly zřízeny archivy ve všech těchto městech, ovšem od 1. července 1960 byly tři instituce sloučeny pod Státní okresní archiv Klatovy. I přes sloučení však byly fondy rozděleny, neboť nebyly k dispozici dostatečné prostory v Klatovech. To se změnilo  roku 1966, kdy získal ONV Klatovy získal pro archiv zchátralou a vlhkou budovu bývalé klatovské synagogy. Další, avšak plísněmi zamořené, depozitáře byly zřízeny na zámku v Obytcích.
Kritický stav archivu byl vyřešen výstavbou nové vyhovující budovy v letech 1995 až 1996. Nová budova byla v roce 1997 otevřena veřejnosti.